# پل اوانز
پل اوانز (انگلیسی: Paul Evans؛ زادهٔ ۲۸ دسامبر ۱۹۷۳) بازیکن فوتبال اهل آفریقای جنوبی بود.
از باشگاه‌هایی که در آن بازی کرده‌است می‌توان به باشگاه فوتبال ماملودی سانداونز، باشگاه فوتبال کریستال پالاس، باشگاه فوتبال لیدز یونایتد، باشگاه فوتبال هادرزفیلد تاون، باشگاه فوتبال بث سیتی، باشگاه فوتبال شفیلد ونزدی، و باشگاه فوتبال برادفورد سیتی اشاره کرد.
وی همچنین در تیم‌های ملی فوتبال زیر ۲۳ سال آفریقای جنوبی و آفریقای جنوبی بازی کرده‌است.